# حیدرآباد (کرج)
حیدرآباد یکی از محله‌های قدیمی کرج مرکزی است. 
حیدرآباد از شمال با محله‌های باغستان و شاهین‌ویلا، از جنوب با میانجاده و کرج نو، از غرب با حصارک و از شرق با اراضی سازمان تحقیقات کشاورزی و گوهردشت همسایه است. نام قدیم این محله شارگوله بوده که از چهارگوله به معنای چهارراه به گویش کرجی اصیل می‌باشد. اما برخی هم به چارگله اشاره دارند، که به معنی این است که آن منطقه زمین و خاک حاصلخیز و مراتع دایر دارد.

## وجه تسمیه
دهخدا در لغت‌نامه خود در مورد حیدرآباد کرج این گونه توضیح می‌دهد که دهی است جزء دهستان حومه بخش کرج، در یک هزارگزی شمال شوسه کرج به قزوین. ناحیه‌ای است واقع در دامنه و سردسیری. دارای ۳۷۷ تن سکنه است. محصولاتش غلات، بنشن، چغندرقند، صیفی، میوه و قلمستان. اهالی به کشاورزی گذران می‌کنند. بنگاه دامپروری وزارت کشاورزی در این ده راه آن ماشین رو است. 

## تاریخچه
محله‌ای که هم اکنون با نام حیدرآباد شناخته می‌شود، به عنوان یکی از روستاهای دوران صفوی می‌باشد، دلیل این امر را می‌توان در آثار اندک به جا مانده از آن دوران در محله شناخت. آثاری مانند حمام تاریخی حیدرآباد که با مصالح ساروج و آجر ساخته شده است، که نشانه‌ای از دوران معماری صفویه می‌باشد حمام حیدر آباد در کرج، بلوار حیدر آباد، خیابان شهیدان فاضلی، کوچه شهید کمالی نژاد واقع شده و این اثر در تاریخ ۱۱ مرداد ۱۳۸۴ با شمارهٔ ثبت ۱۲۵۴۲ به‌عنوان یکی از آثار ملی ایران به ثبت رسیده است.